# Povalirăj, Sofia
Povalirăj (în bulgară Повалиръж) este un sat în comuna Slivnița, regiunea Sofia,  Bulgaria. 

## Demografie
Componența etnică a satului Povalirăj
     Bulgari (100%)
     Nicio identificare (0%)
     Altele (0%)
La recensământul din 2011, populația satului Povalirăj era de 11 locuitori. Din punct de vedere etnic, toți locuitorii erau bulgari.